# 倪强
倪强（1966年5月—），男，汉族，江苏扬中人，中华人民共和国政治人物。天津大学管理科学与工程专业毕业，在职研究生学历，管理学博士学位。曾任中共海南省委常委、秘书长。2025年6月25日被查。

## 生平
1987年1月参加工作。1991年5月加入中国共产党。
2006年3月，任海南中远博鳌有限公司总经理、党委副书记（正厅级）。2008年8月，任洋浦经济开发区工委副书记、管理局局长。2010年2月，任洋浦经济开发区工委副书记、管委会主任。
2013年3月，当选为第十二届全国人大代表。2013年3月任中共海口市委副书记、海口市人民政府代市长，7月当选为市长。
2018年2月，任海南省人民政府秘书长，海南省人民政府办公厅主任、党组书记，兼省海防与口岸办公室主任。
2021年3月，任海南省人民政府副省长，同年5月兼任中共海南省委自由贸易港工作委员会办公室主任。
2023年10月，升任中共海南省委常委。同年11月兼任中共海南省委秘书长、省委办公厅主任，不再兼任海南省人民政府副省长。
2025年6月25日被查。